# Hoya kerrii
Hoya kerrii е вид растение от семейство олеандрови (Apocynaceae).
Синоним: Hoya obovata var. kerrii (Craib) Constantin, 1912
W. A. Craib я описва в Kew Bulletin и я именува в чест на първооткривателя ѝ. В своето описание той посочва разликите между новооткритата хоя и подобната Hoya obovata, а също подчертава тясната родствена връзка между Hoya kerrii, Hoya obovata и Hoya densifolia.
През 1912, Константин, без всякакви обяснения отнася Hoya kerrii като разновидност на Hoya obovata = Hoya obovata VAR. kerrii. Въпросът все още остава неизяснен.

## Разпространение
Тази интересна хоя е открита 1911 г. от A. F. D. Kerr в джунглите близо до Чианг Май (Северен Тайланд) на височина 390 m над морското равнище. Hoya kerrii е с голям ареал на разпространение – от Северен Тайланд, където е открита, до Лаос и Камбоджа, Китай и Южен Виетнам и Индонезия (остров Ява).

## Описание
Този вид е наречен Валентинка заради сърцевидната форма на листата си. Дебели, кожести, сочни и толкова месести, че жилкуването почти не се вижда. При някои форми на Hoya kerrii жилките по листата се открояват доста отчетливо.
При други разновидности листата са покрити с фин мъх, на допир се получава усещане като велур или кадифе.
Размер на листата 5 – 15 см на дължина и почти същата ширина. Листата на мъхестите форми имат малко по-голям размер.
В Тайланд е открита вариегатна (пъстроцветна) форма на Hoya kerrii – при нея краищата на листа са жълти а по цялото му протежение произволно са разпръснати петна. Тази форма се нарича Hoya kerrii VAR. albomarginata.
Много изследователи, включително и C. M. Бъртън, вярват, че всички пъстролистни форми на kerrii не са вариетети (var.), но само култивари (cv.).
Цветове – мъхести, събрани на гроздове от 15 до 25 броя. Окраската варира от бяло с лек оттенък на лимонено-жълт до жълто или бледо розово. Влияние върху нея силно оказва осветеността. Ако преместите същото растение на друго място, с различна осветеност, то може да ви зарадва с различна окраска на цветовете.
Венчелистчетата на напълно отворените цветове са извити назад. При стареенето на цветовете, окраската им се променя – първо те са розови, след това преминават в тъмно розово и накрая в червеникаво-кафяв цвят. Причината за това е обилното отделяне на тъмночервен нектар. Цветовете са с диаметър от около 1 – 1.4 см. Цветоносните дръжки са 2 – 6 см дължина.

## Отглеждане
Hoya kerrii расте бавно, но може да нарасне до солидни размери.
Тя е катерлива и изисква много място.
Бързо образува корени на резници, поставени във влажна среда. Въпреки това Hoya kerrii не обича постоянна влага. Тя понася засушаване и по-добре да изберем опръскване (особено в горещото време), отколкото излишно поливане. Ако почвата е постоянно влажна или мястото на отглеждане е тъмно, листата и стъблата на това растение ще омекнат много бързо.
Оптимални температури за отглеждане макс. 20 – 25, мин 12 – 15 (през зимата).

## Любопитно
Обичайно около празника на Св. Валентин в цветарските магазини ще видите да се продва Hoya kerrii – едно листо в саксия.
Понякога се налага дълго да чакате то да започне да расте. Въпросът дали може да се вкоренява Hoya kerrii от листо е спорен. Според опита на любители цветари – да, възможно е, но само тогава, когато листото е откъснато поне с мъничка дръжчица. В противен случай растението в саксията няма да се вкорени и дори да не изгние, вие ще имате само еднолистно растение, което няма да порасне.